# БОВ-КИВ
БОВ-КИВ је српско командно-извиђачко оклопно возило. Произвођач возила је ФАП из Прибоја.

## Опис
Возило је настало као продукт модернизације БОВ-3, а развио га је ВТИ. Производњу врши ФАП.Представљено је 2016. године, а 2020. је ушло у службу Војске Србије.
Посаду чини шест лица, чији састав зависи од варијанте КИВ. Основа возила БОВ М16 одликује се високим степеном балистичке заштите, добијеном уградњом нове генерације модуларног оклопа.
На возилима су, такође, постављени и нови ходни делови повећане носивости са ојачаним вешањем. Платформа је опремљена подсистемом наоружања и то са даљински управљаном борбеном станицом (ДУБС) 7,62/40 mm, коју чине митраљез 7,62 mm и аутоматски бацач граната 40 mm.
За потребе командовања КИВ је опремљен одговарајућом савременом телекомуникационом и информатичком опремом, као основом за формирање командно-информационих система.
Возило је, такође, опремљено дизел агрегатом снаге 5 кW за потребе напајања опреме и система унутар возила. Ово независно напајање са електричном енергијом се користи када главни мотор не ради. Будући да је посада у КИВ изложена дуготрајном раду, усавршавањем платформе обезбеђен је и систем за климатизацију и грејање, који омогућава посади несметан рад у условим високих и ниских температура.
Систем за побољшање визуелизације возача чине две телевизијске камере, термовизијска камера и систем за приказ слике. Телевизијске камере пројектују слику у окуларима и својом поставком омогућују 3Д представу, односно возач добија представу о дубини сцене.

## Варијанте
- Koмандно возило команданта пешадијског батаљона
- командно-извиђачко возило команданта артиљеријског дивизиона
- командно-извиђачко возило командира артиљеријске батерије
- извиђачко возило командира извиђачког одељења.

## Корисници
- Србија - Војска Србије користи 10 возила, а тренутно су у изради нове серије.[4]